# 梁赞区 (莫斯科)
梁赞区（俄語：Рязанский район）是莫斯科东南行政区的一区，面积6.49平方公里，人口108,657人。梁赞大道站、奥卡站、斯达汉诺夫站、韦什尼亚基站、普柳谢沃站和丘赫林卡站位于本区内。